# Coloração de Van Gieson

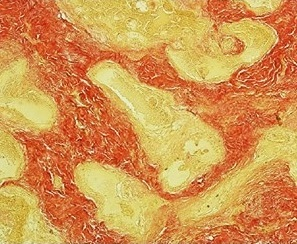
Angioleiomioma com coloração de Van Gieson, mostrando fibras musculares lisas em vermelho e fibras de colágeno em amarelo (ampliação, x100)

A técnica de coloração de Van Gieson, método de Van Gieson ou corante de Van Gieson, é uma mistura de ácido pícrico em solução saturada em água e fucsina ácida aquosa a 1%. É o método mais simples de coloração diferencial de colágeno e de outros tecidos conjuntivos. Foi introduzido na histologia pelo neuropsiquiatra e patologista estadunidense  Ira Thompson Van Gieson.
Por meio dessa técnica de coloração constatou-se que o tecido conjuntivo nas proximidades do sistema nervoso central ficava confinado ao redor dos vasos sanguíneos.
São encontráveis na literatura diversas formulações, como 45 mL de solução saturada de ácido pícrico para cada 1 mL de solução de fucsina ácida aquosa a 1%, ou 100 ml de solução saturada de ácido pícrico e de 10 a 15 ml de fucsina ácida aquosa a 1%.
As finas partículas de ácido pícrico infiltra-se rapidamente em todas as estruturas de tecido colorindo-as de amarelo. As partículas de maior tamanho da  fucsina ácida podem tingir apenas as estruturas grosseiras de tecido conjuntivo de colágeno, durante um tempo de residência curto, ficando o ácido pícrico mascarado.